# Kooperativ hyresrättsförening
Se också kooperativ hyresrätt!
Kooperativ hyresrättsförening är i Sverige en sorts ekonomisk förening, en föreningsform där ändamålet är att hyra ut lägenheter med hyresrätt till medlemmar – så kallad kooperativ hyresrätt. Kooperativ hyresrätt finns i två former, ägarmodellen och hyresmodellen.  Ägarmodellen innebär att föreningen äger ett hus och skiljer sig från bostadsrätt främst genom att insatsen är reglerad, varför  bostaden inte kan säljas till marknadspris.  Hyresmodellen (egentligen en sorts arrendemodell, vilket var det tidigare namnet)  innebär att föreningen hyr huset av en ägare (offentlig eller privat) och kommer överens med värden om ett förvaltningsavtal, där ansvaret för huset delas mellan värden och föreningen. På detta baseras en klumphyra som föreningen betalar till värden, varefter man fördelar denna hyra mellan sig. Ett sådant avtal kan förhandlas fram fritt och innebära olika nivåer av ansvar för föreningen.  Föreningen har rätt att ha en egen kö, föreskriva visst arbete för medlemmar med mera.   Kooperativ hyresrätt är en lagreglerad upplåtelseform av samma formella dignitet som bostadsrätten, den existerade länge som en undantagsregel, till stöd för ägarmodellen i stockholmsföreningen SKB (Stockholms Kooperativa bostadsförening) och hyresmodellen i ett antal boföreningar under kommunala bostadsbolag.   Lagen permanentades 2002. 